# Hazbin Hotel
Hazbin Hotel ou Hôtel Hazbin au Québec est une série d'animation musicale américaine pour adulte créée par Vivienne Medrano et développée par SpindleHorse, Amazon MGM Studios et la société  A24. Un pilote de la série est publié le 28 octobre 2019 sur YouTube. La première saison est diffusée sur Prime Video du 19 janvier au 2 février 2024.
La deuxième saison a été annoncé le 24 juillet 2025. Elle sortira le 29 Octobre 2025.

## Synopsis
Pour limiter la surpopulation en Enfer, les anges du Paradis organisent une purge annuelle qui décime une grande partie de la population.
Charlie Morningstar, la princesse de ce royaume infernal, décide de mettre un terme au massacre. Pour sauver son peuple, elle ouvre un hôtel unique en son genre : le lieu vise à réhabiliter les damnés et leur donner accès au Paradis.
Dans sa tâche, Charlie est soutenue par sa compagne guerrière Vaggie ainsi que son tout premier pensionnaire, l'acteur pornographique arachnéen Antony " Angel " Dust
Le trio est bientôt rejoint par une puissante entité aux motivations troubles : Alastor, le Démon de la Radio. Ce dernier leur adjoint les services de deux employés supplémentaires : la cyclope miniature Niffty, une femme de chambre maniaque obsédée par les bad boys, et le félin ailé Husk, un barman taciturne et alcoolique.
L'équipe de l'Hôtel Hazbin est désormais complète, il ne reste plus qu'à attendre les potentielles âmes en quête de rédemption, avant que les Anges Exorcistes, menés par le premier homme, Adam, ne lancent la prochaine extermination.

## Distribution

### Pilote
|                                          | Voix originale                                               | Voix française                                             |
| ---------------------------------------- | ------------------------------------------------------------ | ---------------------------------------------------------- |
| Charlie                                  | Jill Harris (voix parlée) / Elsie Lovelock (voix chantée)    | Mathilde Sauvaitre (voix parlée) / Marie P. (voix chantée) |
| Vaggie                                   | Monica Franco                                                | Lucy Studer                                                |
| Alastor                                  | Edward Bosco (voix parlée) / Gabriel C. Brown (voix chantée) | Joris Georges                                              |
| Angel Dust                               | Michael Kovach                                               | Maëva Trioux                                               |
| Husk                                     | Mick Lauer                                                   | Sylvain Guerin                                             |
| Sir Pentious                             | Will Stamper                                                 | Arno Capostagno                                            |
| Niffty                                   | Michelle Marie                                               | Rune Carmes                                                |
| Cherri Bomb                              | Krystal LaPorte                                              | Gaëlle Greuzat                                             |
| The Egg Bois                             | Joe Gran                                                     | Gabriel Bonnaud                                            |
| Katie Killjoy                            | Faye Mata                                                    | Aurore Gautheur                                            |
| Tom Trench                               | Joshua Tomar                                                 | Akim Belkheir                                              |
| Travis                                   | Don Darryl Rivera                                            | n.c.                                                       |
| Bar Patron                               | James Monroe Iglehart                                        | n.c.                                                       |
| Audience Member / Cameraman / Pickpocket | Maxwell Atoms                                                | Guillaume Chevrier                                         |

### Saison 1 (série)
|                     | Voix originale           | Voix française                                                | Voix québécoise                                                   |
| ------------------- | ------------------------ | ------------------------------------------------------------- | ----------------------------------------------------------------- |
| Charlie Morningstar | Erika Henningsen         | Anaïs Delva                                                   | Élizabeth Gauthier-Pelletier                                      |
| Vaggie              | Stephanie Beatriz        | Audrey Sourdive (voix parlée) / Fanny Delaigue (voix chantée) | Sofia Blondin                                                     |
| Alastor             | Amir Talai               | Maxime Hoareau                                                | Renaud Paradis                                                    |
| Angel Dust          | Blake Roman              | Maëva Trioux                                                  | Louis-Julien Durso                                                |
| Husk                | Keith David              | Jean-Michel Vaubien                                           | Manuel Tadros                                                     |
| Sir Pentious        | Alex Brightman           | Arno Capostagno (voix parlée) / Fred Colas (voix chantée)     | Gabriel Lessard (voix parlée) / Daniel Scott (voix chantée)       |
| Niffty              | Kimiko Glenn             | Rune Carmes                                                   | Alice Déry                                                        |
| Adam                | Alex Brightman           | Emmanuel Curtil                                               | Fred-Éric Salvail (voix parlée) / Rick Hughes (voix chantée)      |
| Lucifer Morningstar | Jeremy Jordan            | Pascal Nowak                                                  | Tristan Harvey                                                    |
| The Egg Bois        | Blake Roman              | Gabriel Bonnaud                                               | François Sasseville                                               |
| Cherri Bomb         | Krystina Alabado         | Zina Khakhoulia                                               | Véronique Marchand                                                |
| Valentino           | Joel Perez               | Pierre Tessier                                                | Kevin Houle                                                       |
| Vox                 | Christian Borle          | Arnaud Léonard                                                | Dominic Lorange                                                   |
| Velvette            | Lilli Cooper             | Aurélie Konaté                                                | Pascale Montreuil                                                 |
| Camilla Carmine     | Daphne Rubin Vega        | Nathalie Homs                                                 | Julie Massicotte                                                  |
| Lute                | Jessica Vosk             | Kelly Marot                                                   | Véronique Claveau                                                 |
| Katie Killjoy       | Brandon Rogers           | Lucy Studer                                                   | n.c.                                                              |
| Tom Trench          | Amir Talai               | Akim Belkheir                                                 | n.c.                                                              |
| Susan               | Kimiko Glenn             | Isabelle Leprince                                             | n.c.                                                              |
| Zestial             | James Monroe Iglehart    | Daniel Njo Lobé                                               | Thierry Dubé (voix parlée) / Dominique Côté (voix chantée)        |
| Sera                | Patina Miller            | Léovanie Raud                                                 | n.c.                                                              |
| Saint-Pierre        | Darren Criss             | Yoann Sover                                                   | n.c.                                                              |
| Rosie               | Leslie Rodriguez Kritzer | Barbara Beretta                                               | Marie-Andrée Corneille                                            |
| Mimzy               | Sarah Stiles             | Lucy Studer                                                   | Johanne Léveillé                                                  |
| Travis              | Don Darryl Rivera        | n.c.                                                          | n.c.                                                              |
| Emily               | Shoba Narayan            | Fily Keita                                                    | Geneviève Bédard (voix parlée) / Laurie Blanchette (voix chantée) |

Version française réalisée par la société de doublage Imagine, sous la direction artistique de Fouzia Youssef-Holland (dialogues), Anaïs Delva et Fred Colas (chansons), d'après une adaptation des dialogues de Magali Barney (4 épisodes), Anthony Panetto (2 épisodes) et Audrey Péon (2 épisodes).
 Source et légende : version française (VF) sur RS Doublage et selon les crédits de fin.

## Liste des épisodes
| N° | Titre  | Réalisation      | Scénario                                               | Première diffusion             |
| --- | ------ | ---------------- | ------------------------------------------------------ | ------------------------------ |
| 0 | Pilote | Vivienne Medrano | Dave Capdevielle,Raymond Hernandez et Vivienne Medrano | : 28 octobre 2019 : 8 mai 2020 |
| Charlie Morningstar rêve d'apporter à son projet d'hôtel de la rédemption une nouvelle visibilité. L'occasion se présente lorsqu'elle participe à un journal télévisé. Malheureusement, elle est ridiculisée en direct, d'autant qu'Angel Dust (son premier et unique pensionnaire) se comporte très mal en live. Charlie reçoit alors la visite du redouté Alastor, le Démon de la Radio. Ce dernier lui propose son aide. Malgré les mises en garde de sa compagne Vaggie, Charlie accepte ce soutien. Alastor invoque alors deux membres du personnel supplémentaire, Niffty et Husk. Leurs échanges sont interrompus par l'attaque de Sir Pentious, un démon mégalomane. Mais ce dernier est rapidement mis au tapis par Alastor, lequel fait une démonstration éloquente de sa puissance. |        |                  |                                                        |                                |

### Première saison (2024)
- Si vous ne connaissez pas le sujet, laissez ce bandeau (vous pouvez alors contacter les auteurs).
- Si vous supprimez le contenu mis en cause (vous pouvez préalablement contacter les auteurs),

argumentez précisément cette suppression dans la page de discussion
(un manque de référence n'est pas un argument ; une recherche réelle de référence doit avoir été effectuée, être formellement documentée).
| N° | Titre                                                | Réalisation      | Scénario                        | Première diffusion                  |
| --- | ---------------------------------------------------- | ---------------- | ------------------------------- | ----------------------------------- |
| 1 | Histoire de l'Enfer (Overture)                       | Vivienne Medrano | Vivienne Medrano                | : 12 janvier 2024 : 19 janvier 2024 |
| Une semaine s'est écoulée depuis la purge et Alastor a créé une pub (désastreuse) pour l’hôtel. Alors que Vaggie tente de rattraper les dégâts, Charlie reçoit un appel de son père, Lucifer : ce dernier lui demande de prendre sa place lors d'une réunion à l'ambassade du Paradis. Sur place, Charlie rencontre Adam et lui explique son projet mais le chef des Exorcistes reste sourd à ses paroles et annonce que la prochaine extermination est avancée de six mois. |                                                      |                  |                                 |                                     |
| 2 | Radio contre Vidéo (Radio Kill the Video Star)       | Vivienne Medrano | Adam Neylan et Vivienne Medrano | : 12 janvier 2024 : 19 janvier 2024 |
| Après que l'Enfer ait appris l'avancement de la prochaine extermination, Charlie tente de ramener plus de clients à l'hôtel. En parallèle, Vox le Démon de la Télévision apprend par son partenaire Valentino qu'Alastor est de retour. Il s'insurge de la proximité du Démon de la Radio avec la Princesse et veut éviter qu'un pacte soit conclu entre Charlie et Alastor, ce qui garantirait davantage de pouvoir à son ennemi. S'ensuit un duel verbal entre Alastor et Vox, lequel est humilié par le Démon de la Radio. Il envoie alors Sir Pentious pour infiltrer l'hôtel. Ce dernier est vite démasqué mais Charlie lui offre une place à l'hôtel et lui permet ainsi d'entamer sa rédemption. |                                                      |                  |                                 |                                     |
| 3 | Oeufs brouillés (Scrambled eggs)                     | Vivienne Medrano | Ariel Ladensohn                 | : 18 janvier 2024 : 19 janvier 2024 |
| Une semaine s'est écoulée depuis l'arrivée de Sir Pentious à l'hôtel. Ce dernier ne fait toujours pas confiance aux autres résidents, une méfiance quo s'avère par ailleurs réciproque. Charlie propose à Vaggie de diriger un entrainement visant à développer leur confiance. En parallèle, Alastor, chargé de se débarrasser des Nœunœufs, rencontre Zestial. Ce Démon, ancien et craint, convie Alastor à une réunion entre Seigneurs Suprêmes. Lors de l'entretien, Velvette (la disciple de Vox et Valentino) révèle à l'assemblée la tête décapité d'un Ange Exorciste. Elle encourage les Seigneurs Suprêmes à mener une attaque contre le Paradis, ce qui entraîne une violente dispute avec Camilla Carmine, la cheffe du conseil. Par l'intermédiaire d'un Nœunœuf, Alastor apprend que Carmine est responsable de la mort de l'Ange Exterminateur, une prouesse que personne n'avait pu accomplir avant elle. |                                                      |                  |                                 |                                     |
| 4 | Mascarade (Masquerade)                               | Vivienne Medrano | Adam Neylan et Vivienne Medrano | : 18 janvier 2024 : 19 janvier 2024 |
| Bien consciente de la relation toxique qui lie son locataire à Valentino, Charlie essaie de protéger Angel comme elle le peut. Pour ce faire, elle se rend aux studios de tournage et tente de convaincre Valentino : il doit laisser plus de temps libre à Angel, afin que celui-ci puisse poursuivre sa rédemption à l'Hazbin Hotel. Mais son intervention provoque une catastrophe sur le tournage et déchaîne les foudres de Valentino. Ce dernier traîne Angel jusqu'à sa loge où il le malmène physiquement et verbalement. Le producteur lui rappelle le contrat qu'il a passé avec lui et ordonne à Angel de faire partir Charlie avant qu'il ne s'en prenne à elle. Pour protéger sa nouvelle amie, Angel congédie brutalement la Princesse. En revenant à l'hôtel après une nuit de travail éprouvante, plus déprimé et à bout que jamais, Angel se brouille avec Husk. Il part sur une querelle très virulente et le barman est expédié à ses trousses par Vaggie. À contrecœur, Husk accepte et surveille la star de loin. Toutefois, il ne peut s'empêcher d'intervenir lorsqu'il voit Angel être drogué contre son gré par l'un des clients du bar. Husk et Angel ont une conversation à cœur ouvert où l'acteur se confie sur ses pulsions autodestructrices et sa haine de lui-même. Une fusillade s'ensuit entre les agresseurs d'Angel et le duo. Le tandem en sort victorieux et regagne l'hôtel plus soudé que jamais. Une fois sur place, Angel et Charlie se réconcilient. |                                                      |                  |                                 |                                     |
| 5 | Lucifer entre en scène (Dad Beat Dad)                | Vivienne Medrano | Rachel Kaplan                   | : 25 janvier 2024 : 26 janvier 2024 |
| Il reste désormais deux mois avant l'extermination. La situation à l'hôtel reste critique et Charlie n'a plus d'autre choix que d'appeler son père, à la grande joie de ce dernier. Mais Lucifer n'est plus que l'ombre de lui-même, anéanti par la disparition de sa femme Lilith et sa difficulté à communiquer avec sa fille. Il a perdu espoir en son peuple et refuse de voir Charlie risquer sa vie pour eux. Charlie le supplie de négocier un rendez-vous avec les hautes sphères du Paradis. Alors qu'Alastor et Lucifer se livrent à une guerre d'ego, Mimzy, une vieille amie du Démon de la Radio, s'invite à l'hôtel où elle sème la pagaille. Lucifer finit par accorder sa confiance à Charlie et lui promet qu'elle aura bel et bien un rendez-vous au Paradis. |                                                      |                  |                                 |                                     |
| 6 | Sur les chemins de la rédemption (Welcome to Heaven) | Vivienne Medrano | Adam Stein                      | : 25 janvier 2024 : 26 janvier 2024 |
| Charlie se prépare à défendre son point de vue sur la rédemption et à prouver à l'assemblée qu'une âme peut changer. Vaggie l'accompagne à contre-cœur. Elle craint que son secret ne soit dévoilé à sa compagne : Vaggie est une ancienne Exorciste, répudiée pour avoir faillie à son devoir. Contre toute attente, Charlie et Vaggie sont très bien accueillies au Paradis, notamment par la Grande Séraphine en chef Sera et sa fille Emily. En Enfer, une vieille amie d'Angel, Cherry Bomb emmène les résidents du Hazbin Hotel dans un bar. Soutenu par Husk, Angel montre les signes évidents de sa rédemption en refusant la drogue et en protégeant Niffty contre Valentino. Cette évolution est dévoilée aux Séraphins comme preuve irréfutable qu'un pécheur peut changer : Angel est sur la bonne voie pour remplir les conditions d'entrée au Paradis. Une violente altercation oppose Adam et sa commandante en second Lute à Charlie. Sous le coup de la colère, Adam révèle alors qu'il mène des purges depuis des années contre l'Enfer avec ses Exorcistes, au grand dam d'Emily qui ignorait tout cela. La jeune fille s'oppose à sa mère mais Sera lui rappelle que le dernier Ange à s'être rebellé (Lucifer) a fini en Enfer et qu'elle veut avant tout préserver sa fille. Adam en profite pour glisser à Charlie que Vaggie est une ancienne Exorciste, avant de les renvoyer toutes deux en Enfer. Au passage, il annonce que la prochaine extermination débutera à l'Hazbin Hotel. |                                                      |                  |                                 |                                     |
| 7 | Hello Rosie (Hello rosie!)                           | Vivienne Medrano | Ariel Ladensohn                 | : 1er février 2024 : 2 février 2024 |
| Après qu'elles ont été expulsées du paradis, Vaggie révèle au groupe qu'elle était une Exorciste. Ce secret met à mal son équilibre avec Charlie, heurtée que sa petite amie lui ait caché une chose si importante. La Princesse de l'Enfer, plus désemparée que jamais, accepte de conclure un pacte avec Alastor : en échange d'une faveur inconnue, le Démon de la Radio lui révèle que Carmilla Carmine est parvenue à tuer un Ange. Charlie demande à Vaggie d'aller voir Carmilla et de la convaincre d'apporter son aide. Avant de partir, Vaggie explique aux pensionnaires du Hazbin Hotel à quel point la situation est critique et affirme qu'elle ne leur en voudra pas s'ils préfèrent fuir. De leur côté, Charlie et Alastor tentent de mettre en place une armée. Ils se rendent au Faubourg Cannibale où ils rencontrent Rosie, la Démone très puissante qui dirige le quartier. Rosie et Alastor s'avèrent être d'excellentes connaissances. Le Démon de la Radio lui promet un festin si son peuple prend leur parti. Rosie accepte de les aider, à une condition : Charlie doit convaincre elle-même la population cannibale. Charlie réussit à s'imposer en chantant, notamment face à Susan, une cannibale très retorse. Rosie et les siens décident de soutenir le Hazbin Hotel face à l'Extermination. En parallèle, Rosie amorce la réconciliation entre Charlie et Vaggie. Pendant ce temps, Vaggie réussit à négocier un entraînement avec Carmilla. Tout en l'entraînant, la Démone explique à l'ex-guerrière d'Adam comment vaincre les forces du Paradis : elle a tué un Exorciste en utilisant l'une des armes angéliques récupérées lors des exterminations passées. A l'issu de l'échange, Vaggie retrouve ses ailes et Carmilla accepte d'aider le Hazbin Hotel en leur fournissant des armes angéliques. À leur retour, Charlie et Vaggie ont la surprise de voir Sir Pentious, les Nœunœufs, Niffty, Husk et Angel Dust se démener pour protéger leur hôtel. Plus soudée que jamais, l'équipe est alors prête à se défendre contre Adam et ses sbires. |                                                      |                  |                                 |                                     |
| 8 | Le Grand Final (The Show Must Go On)                 | Vivienne Medrano | Adam Stein                      | : 1er février 2024 : 2 février 2024 |
| Les locataires du Hazbin Hotel et les cannibales de Rosie aident à fortifier les lieux. Fin prêts, Charlie et ses amis fêtent ensemble ce qui pourrait être leur dernière soirée. Alastor les observe avec Niffty et lâche que la vie en communauté serait presque tentante. En aparté, la Princesse partage avec Vaggie ses remords : elle craint d'avoir conduit ses amis à la mort. Vaggie la rassure comme elle le peut mais des heures bien sombres s'annoncent. Le jour de l'Extermination arrive. Adam hurle à ses sbires d'anéantir Vaggie en priorité, leur promettant une forte récompense. La guerre entre les Anges et les Pécheurs débute. Grâce à Alastor, une barrière magique permet un temps de donner l'avantage aux Damnés. Adam, furieux, finit par exploser le dôme qui protégeait le Hazbin Hotel. Charlie, Vaggie, Husk, Angel, Cherry et Sir Pentious mènent alors une défense héroïque. Bien à l'abri, Vox, Velvette et Valentino suivent le combat à distance. Via les écrans de Vox, le trio assiste au duel qui oppose Adam à Alastor. Ce dernier semble prendre l'ascendant sur le chef des Exorcistes mais est grièvement blessé lorsque son microphone (sa plus puissante arme) se brise. Le Démon de la Radio, pour sauver son âme, est contraint de fuir. Sir Pentious confesse son amour à Cherri (venue en renfort), avant de se sacrifier dans une tentative ratée de détruire Adam. Dazzle, sous sa forme de dragon, est tué par Lute. Désemparée et enragée, Charlie entre dans sa forme démoniaque et affronte Adam. Vaggie combat Lute et parvient à vaincre cette dernière ; elle choisit toutefois de l'épargner. L'Exorciste arrache alors son bras prisonnier des décombres et continue d'attaquer son ancienne alliée. Husk, Angel, Niffty et Cherri continuent de lutter mais sont clairement désavantagés. Alors que la situation semble désespérée, Lucifer apparaît. Il sauve Charlie et affronte Adam qu'il humilie avec une facilité déconcertante. Père et fille s'allient et dominent l'Ange, révélant enfin toute leur puissance. Le chef des Exterminateurs détruit l'hôtel avant d'être poignardé à mort par Niffty. Lute, détruite, découvre le cadavre d'Adam. Face à Lucifer, elle ordonne aux Exorcistes de se retirer. L'extermination est annulée mais Charlie, le cœur brisé, erre au milieu des ruines et se remémore le sacrifice de son équipe. Consolée par son père, elle peut enfin reconstruire le Hazbin Hotel avec l'aide de ses amis et Lucifer. Alastor, dans les décombres de sa tour d'émission, prend la pleine mesure de sa défaite et de ce qu'elle implique : il a failli mourir de la main d'Adam. Il jure alors qu'il fera son grand retour et régnera lorsqu'il aura regagné sa liberté... Après quoi, il retrouve Charlie et les autres, qui l'accueillent à bras ouverts. Le Hazbin Hotel, flambant neuf, renaît de ses cendres avec l'ensemble de l'équipe originale, désormais rejointe par Cherri et protégée par Lucifer. Au Paradis, Sera et Emily, interloquées, voient Sir Pentious apparaître devant elles. L'ancien pécheur est devenu un Ange, leur démontrant que le peuple démoniaque peut bel et bien avoir une seconde chance. Lute, désormais cheffe des Exorcistes, confronte Lilith sur une plage idyllique du Paradis : elle l'informe de la mort d'Adam et explique que l'accord passé entre eux est donc caduc. Si Lilith veut rester au Ciel, elle doit descendre et affronter sa fille... |                                                      |                  |                                 |                                     |

## Pilote

### Préproduction
Un épisode pilote, sorti le 28 octobre 2019, a été majoritairement financé grâce à un financement participatif lancé par la créatrice sur Patreon. Le succès de ce dernier, qui a été visionné plus de 92 millions de fois jusqu'à décembre 2023, a permis à la série d'être développée par la suite pour Prime Video.

### Réception
L'épisode pilote a été salué par la critique pour la qualité de son animation, sa musique et ses personnages. Matthew Field, de Go ! & Express, a affirmé que le pilote faisait partie de la « renaissance de l'animation » sur YouTube et a déclaré qu'il pourrait y avoir « beaucoup plus de projets comme Hazbin à l'avenir »,.
Lidia Vassar, du MSU Reporter, a fait l'éloge de la série, notant son « sens de l'humour cru et son style artistique excentrique ». Elle a également déclaré qu'elle attendait avec impatience les prochains épisodes, qu'elle appréciait la « diversité du design des personnages » et qu'il était clair que les créateurs de la série « avaient mis beaucoup de temps et de cœur dans ce projet ».

### Fanbase
En août 2020, la série avait développé une base de fans dévoués, avec le pilote de 31 minutes recevant plus de 86 millions de vues en juin 2023, une augmentation de 32 millions de vues en mai 2020.
Medrano a déclaré à Insider en février 2021 qu'elle était surprise que la série ait pris autant d'ampleur, affirmant que la fanbase de Hazbin Hotel rivalisait avec celui des séries ayant plusieurs saisons, même si seul un pilote avait été diffusé, et qu'elle avait « touché une corde sensible chez les gens » en raison de son style artistique, de l'angoisse et du drame qu'elle suscitait .

### Bande originale[11]
- I'm Always Chasing Rainbows - Elsie Lovelock
- Inside of Every Demon is a Rainbow - Elsie Lovelock
- Alastor's Reprise - Gabriel C. Brown

## Série
Face au succès du pilote, la série est produite par A24, Bento Box Entertainment et Amazon MGM Studios pour une diffusion sur Prime Video.
Une deuxième saison est officialisée le 28 septembre 2023 ; elle est annoncé le 24 juillet 2025 et sortira le 29 octobre de la même année.

### Réception
Le site de revue IGN décrit la série comme un potentiel gâché, avec des personnages simplistes, un humour gênant et des dialogues mal écrits. Il reconnait cependant que le doublage est excellent, qu'il pourra améliorer son univers dans les prochaines saison, et que la série a eu au moins le mérite de rassembler les communautés autour d'un univers commun.
Le site de revue Polygon affirme que la série a des personnages intrigants et un humour trash qui fonctionne. Les journalistes excusent l'univers encore peu développé par le faible nombre d'épisodes de la saison 1.
Le site spécialisé Cultured Vultures déclare que la série a un humour bien rythmé avec des personnages attachants, et reste mitigé quant au remplacement de certains doubleurs. Le site lui accorde la note de 8/10.
Le site spécialisé Rotten Tomatoes lui attribue la note de 80/100.
Le site spécialisé Metacritic lui donne la note de 69/100.

### Casting anglophone
Le casting est intégralement renouvelé pour l'occasion et comporte plusieurs personnalités habituées de Broadway : Kimiko Glenn (Spring Awakening, Waitress), Erika Henningsen (Hairspray, Chicago, Les Misérables, Mean Girls), Keith David (Hot Feet), Alex Brightman (Beeltejuice, Matilda the Musical), Jeremy Jordan (Newsies, Little Shop of Horrors), Lilli Cooper (Wicked, Tick, Tick... Boom!), Christian Borle (Legally Blonde), Darren Criss (Hedwig and the Angry Inch) ou encore Jessica Vosk (Wicked, Fiddler on the Roof).

### Adaptation française
L'adaptation française des chansons est signée par Anaïs Delva, célèbre pour sa prestation dans La Reine des neiges et sa participation à de nombreuses comédies musicales (Dracula, Hansel et Gretel ou encore Salut les copains). Elle est aussi chargée de la direction musicale, en collaboration avec Fred Colas. Elle prête aussi sa voix au personnage de Charlie.
Quelques comédiens amateurs du pilote français reprennent officiellement leur rôle dans la série : Maëva Trioux (Angel Dust), Arno Capostagno (Sir Pentious), Rune Carmes (Niffty), Gabriel Bonnaud (les Nœunœufs) et Akim Belkheir (Tom Trench). Sylvain Guerin, qui campait Husk, est cette fois-ci crédité dans les voix additionnelles. Et Maxime Hoareau, qui incarnait Valentino dans le doublage amateur de Dirty Healings, prête désormais sa voix à Alastor.

### Bande originale

#### Saison 1[19]
1. Happy Day in Hell - Erika Henningsen, Sam Haft, Stephanie Beatriz
2. Hell is Forever - Alex Brightman, Erika Henningsen
3. Stayed Gone - Christian Borle, Amir Talai, Joel Perez
4. It Starts with Sorry - Alex Brightman, Erika Henningsen, Stephanie Beatriz, Blake Roman
5. Respectless - Daphne Rubin-Vega, Lilly Cooper, James Monroe Iglehart
6. Whatever it Takes - Daphne Rubin-Vega, Stephanie Beatriz, James Monroe Iglehart
7. Poison - Blake Roman, Sam Haft, Andrew Underberg
8. Loser, Baby - Keith David, Blake Roman
9. Hell's Great Dad - Andrew Underberg, Erika Henningsen, Sam Haft, Jeremy Jordan, Kimiko Glenn, Amir Talai
10. More Than Anything - Andrew Underberg, Sam Haft, Jeremy Jordan, Erika Henningsen
11. Welcome to Heaven - Andrew Underberg, Sam Haft, Darren Criss, Shoba Narayan, Patina Miller
12. You Didn't Know - Andrew Underberg, Sam Haft, Erika Henningsen, Shoba Narayan, Patina Miller, Jessica Vosk, Stephanie Beatriz
13. Out for Love - Andrew Underberg, Sam Haft, Daphne Rubin-Vega
14. Ready for This - Andrew Underberg, Sam Haft, Erika Henningsen, Leslie Kritzer, Amir Talai, Kimiko Glenn, Alex Brightman, Blake Roman
15. More Than Anything (Reprise) - Andrew Underberg, Sam Haft, Erika Henningsen, Stephanie Beatriz
16. The Show Must Go On - Andrew Underberg, Sam Haft, Erika Henningsen, Jeremy Jordan, Amir Talai, Stephanie Beatriz, Blake Roman, Keith David, Christian Borle, Joel Perez, Kimiko Glenn, Krystina Alabado

## Autres médias

### Bandes dessinées sur Internet
Une bande dessinée intitulée A Day in the Afterlife, consacrée au quotidien d'Alastor en Enfer, est mise en ligne sur le site le 19 octobre 2020. Elle s'étend sur seize pages.

### Chanson et clip vidéoAddict[21]
Addict est un clip vidéo animé publié le 17 juillet 2020 sur la chaîne YouTube de Medrano, basé sur la chanson du même nom de Silva Hound. Il est centré sur les relations d'Angel Dust avec sa meilleure amie, Cherri Bomb, son patron abusif, Valentino, et leurs expériences avec la toxicomanie.
La chanson a été interprétée par Michael Kovach et Kelly "Chi-Chi" Boyer. Tito W. James de Comicon.com a décrit la vidéo comme donnant aux spectateurs un « regard plus profond » sur la vie de Cherri Bomb et Angel Dust, et a fait l'éloge du « monde d'Hazbin » comme il l'a appelé, pour être « paradoxalement provocateur et empathique ».
La chanson s'est classée troisième chanson de danse sur iTunes le 21 juillet 2020. En outre, la chanson a atteint la 14e place du classement américain des chansons dance/électroniques, la 4e place du classement des chansons dance/électroniques numériques  et la 77e place du classement des chansons dance/électroniques de fin d'année .
La chanson est également disponible en version française. Maëva Trioux incarne de nouveau Angel Dust et les couplets de Cherri Bomb sont interprétés par Gaelle Greuzat.

### ChansonsInsane, Heaven 2 HelletThank You and Goodnight
Insane est une chanson composée et chantée par Gabriel C. Brown, l'interprète d'Alastor dans le pilote. Elle raconte la découverte de l'Enfer par le Démon de la Radio, fraîchement débarqué dans les limbes. Mise en ligne le 11 juin 2021, elle cumule 57 millions de vues sur YouTube. Insane connaît plusieurs remixes et variations, dont une version acoustique et une réinterprétation qui présente des sonorités inspirées des années 1920.
Egalement composé par Gabriel C. Brown, le titre Heaven 2 Hell présente un duo entre Charlie (Elsie Lovelock dans le pilote) et Alastor (toujours incarné par Brown). Mis en ligne le 30 septembre 2021, il cumule 20 millions de vues sur YouTube.
Le casting original ayant été intégralement renouvelé pour son passage au format télévisé, l'équipe du pilote se réunit pour un morceau d'adieu. Intitulé Thank you and Goodnight, il est toujours composé par Gabriel C. Brown. Le morceau est interprété par ce dernier (Alastor et Husk), Michael Kovach (Angel Dust), Elsie Lovelock (Charlie Morningstar), Krystal LaPorte (Cherri Bomb) et Michelle Marie (Nifty). Mis en ligne le 19 janvier 2024, le titre dépasse les 2 millions de vues sur YouTube en une quinzaine de jours.

### ChansonsNymphomédiatiketL'Enfer est bon
Nymphomédiatik est une parodie sortie sur la chaîne française officielle ; elle pastiche la chanson éponyme de Cindy Lopes, une candidate de téléréalité. Elle est liée au personnage d'Angel Dust, toujours doublé par Trioux.
Une autre chanson L'Enfer est bon, cette fois inspirée par Le temps est bon d'Isabelle Pierre, est mise en ligne sur la chaîne française officielle en 2022. Elle est chantée en duo par Mathilde Sauvaitre (Charlie) et Lucy Studer (Vaggie).

### Helluva Boss
À la suite du succès d'Hazbin Hotel, Vivienne Medrano a développé une série dérivée intitulée Helluva Boss. Les deux séries se déroulent dans le même univers mais mettent en scène des personnages différents.
Comme le décrit Medrano, bien que les deux séries partagent le même cadre, Hazbin Hotel traite de la rédemption et des conséquences des actions passées, tandis que Helluva Boss suit « des personnages et des sociétés qui existent déjà en Enfer », en se concentrant sur les relations entre les personnages.
Le pilote est diffusé le 25 novembre 2019.
Près d'un an après la sortie du pilote, la première saison est dévoilée le 31 octobre 2020.